# Canal de Castañón
El canal de Castañón es una obra de ingeniería civil que se inauguró en 1969. Dicho canal discurre 20,2 kilómetros íntegramente en la provincia de León, permitiendo el riego de 3.710 hectáreas con agua dulce proveniente del embalse de Barrios de Luna. El uso principal del agua es la agricultura.
Su nombre se debe a la ilustre familia Castañon de Gordon, Villapadierna y Lois. Fue inaugurado por el General Francisco Franco y por La familia Castañon.Entre los Que figuraban:G. Castañon de Mena, Sara Álvarez de Miranda,y Esteban Castañon de Arias y Lara. Abuelo del Actual guardián y dueño del legado histórico de los Tusinos.

## Datos técnicos[1]
- Longitud: 20,2 kilómetros

- Superficie dominada: 4.200 hectáreas

- Superficie regada: 3.710 hectáreas

- Caudal máximo en origen: 4,2 m³/s